# Liste der Monuments historiques in Beire-le-Châtel
Die Liste der Monuments historiques in Beire-le-Châtel führt die Monuments historiques in der französischen Gemeinde Beire-le-Châtel auf.

## Liste der Immobilien
| Bezeichnung                | Beschreibung                                                 | Standort              | Kennzeichnung | Schutzstatus | Datum | Bild           |
| -------------------------- | ------------------------------------------------------------ | --------------------- | ------------- | ------------ | ----- | -------------- |
| Château de Beire-le-Châtel | ehemalige Burg, zum Schloss umgebaut, ab dem 13. Jahrhundert | Rue du Château (Lage) | PA00112131    | Inscrit      | 1977  | weitere Bilder |

## Liste der Objekte
| Bezeichnung                   | Beschreibung                      | Standort                             | Kennzeichnung | Schutzstatus | Datum | Bild |
| ----------------------------- | --------------------------------- | ------------------------------------ | ------------- | ------------ | ----- | ---- |
| Zwei Weihwasserbecken         | Kalkstein, zwischen 1868 und 1871 | in der Kirche St-Laurent (Lage)      | PM21000283    | Classé       | 1913  |      |
| Grabstein für Guy de Prangey  | Kalkstein, bezeichnet 1316        | im Château de Beire-le-Châtel (Lage) | PM21000284    | Classé       | 1926  |      |
| Grabstein für Jean de Prangey | Kalkstein, bezeichnet 1330        | im Château de Beire-le-Châtel (Lage) | PM21000285    | Classé       | 1926  |      |